# Chan Yiu Lun
Chan Yiu Lun (in cinese 陳耀麟; Hong Kong, 20 luglio 1982) è un calciatore hongkonghese, centrocampista del Ravia.

## Carriera

### Club
Comincia a giocare nel H.K. Rangers, in cui milita dal 1998 al 2004. Nel 2004 si trasferisce al Kitchee, in cui milita fino al 2005, realizzando 1 gol in 22 presenze. Nel 2005 si trasferisce al Sun Hei, in cui milita fino al 2010, realizzando 22 reti in 102 presenze. Nel 2010 si trasferisce al H.K. Rangers, in cui torna dopo 6 anni e in cui milita fino al 2011, collezionando 9 presenze. Nel 2011 torna al Sun Hei, in cui milita fino al 2012, collezionando 5 presenze.

### Nazionale
Debutta in Nazionale il 5 marzo 2005, subentrando al minuto 57. In quella gara realizzò due gol. Realizzò altre due doppiette nelle sfide esterne contro il Guam e contro il Taipei Cinese. Ha collezionato in totale, dal 2005 al 2006, 9 presenze e 6 reti con la Nazionale maggiore.

## Statistiche

### Presenze e reti nei club
| Stagione            | Squadra             | Campionato          | Campionato | Campionato | Totale   | Totale |
| Stagione            | Squadra             | Campionato          | Presenze   | Reti       | Presenze | Reti   |
| ------------------- | ------------------- | ------------------- | ---------- | ---------- | -------- | ------ |
| 1998-1999           | H.K. Rangers        | PL                  | ?          | ?          | ?        | ?      |
| 1999-2000           | H.K. Rangers        | PL                  | ?          | ?          | ?        | ?      |
| 2000-2001           | H.K. Rangers        | PL                  | 29         | 5          | 29       | 5      |
| 2001-2002           | H.K. Rangers        | PL                  | 21         | 2          | 21       | 2      |
| 2002-2003           | H.K. Rangers        | PL                  | 22         | 5          | 22       | 5      |
| 2003-2004           | H.K. Rangers        | PL                  | 20         | 11         | 20       | 11     |
| Totale H.K. Rangers | Totale H.K. Rangers | Totale H.K. Rangers | 92+        | 23+        | 92+      | 23+    |
| 2004-2005           | Kitchee             | PL                  | 22         | 1          | 22       | 1      |
| 2005-2006           | Sun Hei             | PL                  | 20         | 5          | 20       | 5      |
| 2006-2007           | Sun Hei             | PL                  | 23         | 1          | 23       | 1      |
| 2007-2008           | Sun Hei             | PL                  | 21         | 5          | 21       | 5      |
| 2008-2009           | Sun Hei             | PL                  | 22         | 3          | 22       | 3      |
| 2009-2010           | Sun Hei             | PL                  | 16         | 8          | 16       | 8      |
| Totale Sun Hei      | Totale Sun Hei      | Totale Sun Hei      | 102        | 22         | 102      | 22     |
| 2010-2011           | H.K. Rangers        | PL                  | 9          | 0          | 9        | 0      |
| 2011-2012           | Sun Hei             | PL                  | 5          | 0          | 5        | 0      |
| Totale carriera     | Totale carriera     | Totale carriera     | 230+       | 46+        | 230+     | 46+    |

### Cronologia presenze e reti in Nazionale
| Cronologia completa delle presenze e delle reti in nazionale ― Hong Kong | Cronologia completa delle presenze e delle reti in nazionale ― Hong Kong | Cronologia completa delle presenze e delle reti in nazionale ― Hong Kong | Cronologia completa delle presenze e delle reti in nazionale ― Hong Kong | Cronologia completa delle presenze e delle reti in nazionale ― Hong Kong | Cronologia completa delle presenze e delle reti in nazionale ― Hong Kong | Cronologia completa delle presenze e delle reti in nazionale ― Hong Kong | Cronologia completa delle presenze e delle reti in nazionale ― Hong Kong |
| Data                                                                     | Città                                                                    | In casa                                                                  | Risultato                                                                | Ospiti                                                                   | Competizione                                                             | Reti                                                                     | Note                                                                     |
| ------------------------------------------------------------------------ | ------------------------------------------------------------------------ | ------------------------------------------------------------------------ | ------------------------------------------------------------------------ | ------------------------------------------------------------------------ | ------------------------------------------------------------------------ | ------------------------------------------------------------------------ | ------------------------------------------------------------------------ |
| 5-3-2005                                                                 | Taipei                                                                   | Hong Kong                                                                | 6 – 0                                                                    | Mongolia                                                                 | Qual. Coppa dell'Asia orientale 2005                                     | 2                                                                        | 57’                                                                      |
| 7-3-2005                                                                 | Taipei                                                                   | Guam                                                                     | 0 – 15                                                                   | Hong Kong                                                                | Qual. Coppa dell'Asia orientale 2005                                     | 2                                                                        |                                                                          |
| 11-3-2005                                                                | Taipei                                                                   | Taipei cinese                                                            | 0 – 5                                                                    | Hong Kong                                                                | Qual. Coppa dell'Asia orientale 2005                                     | 2                                                                        |                                                                          |
| 13-3-2005                                                                | Taipei                                                                   | Hong Kong                                                                | 0 – 2                                                                    | Corea del Nord                                                           | Qual. Coppa dell'Asia orientale 2005                                     | -                                                                        | 69’                                                                      |
| 29-1-2006                                                                | Hong Kong                                                                | Hong Kong                                                                | 0 – 3                                                                    | Danimarca                                                                | Coppa Carlsberg                                                          | -                                                                        | 77’                                                                      |
| 1-2-2006                                                                 | Hong Kong                                                                | Hong Kong                                                                | 0 – 4                                                                    | Croazia                                                                  | Coppa Carlsberg                                                          | -                                                                        | 40’                                                                      |
| 15-2-2006                                                                | Hong Kong                                                                | Hong Kong                                                                | 1 – 1                                                                    | Singapore                                                                | Amichevole                                                               | -                                                                        |                                                                          |
| 22-2-2006                                                                | Hong Kong                                                                | Hong Kong                                                                | 0 – 3                                                                    | Qatar                                                                    | Qual. Coppa d'Asia 2007                                                  | -                                                                        |                                                                          |
| 1-3-2006                                                                 | Dacca                                                                    | Bangladesh                                                               | 0 – 1                                                                    | Hong Kong                                                                | Qual. Coppa d'Asia 2007                                                  | -                                                                        |                                                                          |
| Totale                                                                   |                                                                          | Presenze                                                                 | 9                                                                        |                                                                          | Reti                                                                     | 6                                                                        |                                                                          |